# Euphyia pauperata
Euphyia pauperata là một loài bướm đêm trong họ Geometridae.